# John Blake junior
John Blake junior (* 5. Dezember 1762 in Ulster County, Provinz New York; † 13. Januar 1826 in Montgomery, New York) war ein US-amerikanischer Politiker. Zwischen 1805 und 1809 vertrat er den Bundesstaat New York im US-Repräsentantenhaus.

## Werdegang
John Blake junior wuchs während der britischen Kolonialzeit auf. Er besuchte öffentliche Schulen. Während des Unabhängigkeitskrieges diente er in der Nationalgarde von New York. 1793 wurde er zum Hilfssheriff (deputy sheriff) in Ulster County ernannt. Zwischen 1798 und 1800 saß er in der New York State Assembly. Dann war er zwischen 1803 und 1805 Sheriff in Orange County.
Als Gegner einer zu starken Zentralregierung schloss er sich der von Thomas Jefferson gegründeten Demokratisch-Republikanischen Partei an. Bei den Kongresswahlen des Jahres 1804 wurde Blake im fünften Wahlbezirk von New York in das US-Repräsentantenhaus in Washington, D.C. gewählt, wo er am 4. März 1805 die Nachfolge von Andrew McCord antrat. Blake wurde einmal wiedergewählt und schied dann nach dem 3. März 1809 aus dem Kongress aus.
Dann saß er in den Jahren 1812 und 1813 wieder in der New York State Assembly. Zwischen 1815 und 1818 war er Richter am Court of Common Pleas. 1819 saß er erneut in der New York State Assembly. Blake war 15 Amtszeiten Town Supervisor der Town von Montgomery. Er verstarb dort am 13. Januar 1826 und wurde dann auf dem Berea Churchyard bei Newburgh beigesetzt.